# 郡上市立八幡西中学校
郡上市立八幡西中学校 （ぐじょうしりつ はちまんにしちゅうがっこう）は、岐阜県郡上市にある公立中学校。

## 概要
- 1980年（昭和55年）に、相生中学校と相生第二中学校が統合して新設された中学校である。
- 校区は旧・郡上郡八幡町の一部であり、相生小学校の児童が進学する[1]。
- かつては現在の八幡町小那比、八幡町野々倉[注釈 1]も校区であったが、郡上市発足後の校区変更により、郡南中学校校区に変更されている。

## 沿革
- 1980年（昭和55年）4月1日 - 八幡町立八幡西中学校として開校。
- 1998年（平成10年）4月1日 - 小那比中学校を統合。
- 2002年（平成14年）1月 - 大雪による倒木により小那比地区への道路が寸断される。小那比地区の生徒は小那比小学校での出張授業となる。
- 2004年（平成16年）3月1日 - 八幡町、白鳥町、大和町、高鷲村、美並村、和良村、明宝村が合併し、郡上市が発足。同時に郡上市立八幡西中学校に改称する。